# Đại Việt sử ký
Đại Việt sử ký (chữ Hán: 大越史記) là bộ quốc sử đầu tiên của nước Việt Nam do Lê Văn Hưu (đời Trần) soạn ra, gồm 30 quyển, chép lịch sử Việt Nam từ Triệu Vũ Đế đến Lý Chiêu Hoàng. Bộ sử nay không còn nữa và được các học giả cho rằng đã bị đem về Trung Quốc vào thời thuộc Minh, nhưng Ngô Sĩ Liên vào thời Lê đã tham khảo để soạn ra bộ Đại Việt sử ký toàn thư, trong đó có trích một số lời bình của Lê Văn Hưu đối với các nhân vật.
Sau khi hoàn thành bộ sử năm 1272, Lê Văn Hưu đem dâng vua Trần Thánh Tông, được ban thưởng rất hậu.

## Quá trình biên soạn
Lê Văn Hưu là một học giả nổi tiếng thời Trần, dưới thời Trần Thái Tông và Trần Thánh Tông từng giữ các chức vụ Kiểm pháp quan, Binh bộ thượng thư, rồi thăng lên Hàn lâm viện học sĩ, Quốc sử viện giám tu. Lê Văn Hưu theo lệnh vua Trần Thái Tông biên soạn bộ chính sử đầu tiên của nhà Trần mang tên Đại Việt sử ký. Bộ sách này bao gồm 30 quyển được hoàn thành và dâng lên vua Trần Thánh Tông vào tháng 1 năm 1272 và được vua Thánh Tông hết sức khen ngợi. Lê Tắc trong An Nam chí lược cho rằng Đại Việt sử ký của Lê Văn Hưu được biên soạn dựa trên cơ sở bộ Việt chí (越志) của Trần Phổ được viết dưới thời Trần Thái Tông.
Dưới thời thuộc Minh, nhiều cuốn sách có giá trị của Đại Việt đã bị nhà Minh tịch thu mang về Trung Quốc , trong đó có Đại Việt sử ký nên tác phẩm này về sau bị thất truyền. Tuy nhiên, nội dung của Đại Việt sử ký cùng các lời bình luận của Lê Văn Hưu về các sự kiện lịch sử đã được nhà sử học Phan Phu Tiên ghi lại và dùng làm tư liệu biên soạn bộ chính sử đầu tiên của nhà Lê dưới triều vua Lê Nhân Tông vào năm 1455. Bộ Đại Việt sử ký mới của Phan Phu Tiên bổ sung giai đoạn lịch sử từ năm 1223 khi Trần Thái Tông lên ngôi đến năm 1427 khi quân Minh rút về nước sau chiến thắng của Lê Lợi. Bộ sử của Phan Phu Tiên bao gồm 10 quyển với tên gọi Đại Việt sử ký tục biên (大越史記續編) hay Quốc sử biên lục. Sau đó, nhà sử học Ngô Sĩ Liên dựa trên các tác phẩm của Lê Văn Hưu và Phan Phu Tiên để biên soạn bộ Đại Việt sử ký toàn thư bao gồm 15 quyển được hoàn thành năm 1479.
Đại Việt sử lược, bộ sách còn sót lại của Việt Nam trong thời thuộc Minh cũng được xem là một phần còn lại của bộ Đại Việt sử ký.

## Nội dung
Do bản gốc của Đại Việt sử ký được sử dụng trong các tác phẩm của Phan Phu Tiên và Ngô Sĩ Liên, nên rất khó phân biệt phần do Lê Văn Hưu viết và phần do người khác viết. Chúng ta chỉ biết rằng Lê Văn Hưu đã chọn thời điểm thành lập vương quốc Nam Việt (南越) của Triệu Đà vào năm 207 TCN làm điểm khởi đầu cho lịch sử Việt Nam và kết thúc tác phẩm vào thời Lý Chiêu Hoàng (1224–1225). Nội dung ban đầu của Đại Việt sử ký chỉ tồn tại dưới hình thức 30 lời bình luận của Lê Văn Hưu về các sự kiện và nhân vật lịch sử được ghi lại trong Đại Việt sử ký toàn thư:
| Thời gian | Sự kiện                                              | Thời kỳ         | Ghi chú |
| --------- | ---------------------------------------------------- | --------------- | ------- |
| 137 TCN   | Triệu Vũ Vương mất                                   | Nhà Triệu       | [ 13 ]  |
| 111 TCN   | Nhà Triệu mất                                        | Bắc thuộc lần 1 | [ 14 ]  |
| 42        | Cuộc khởi nghĩa của Hai Bà Trưng chống nhà Hán       | Bắc thuộc lần 2 | [ 15 ]  |
| 186       | Hết thời thuộc Hán                                   | Bắc thuộc lần 2 | [ 16 ]  |
| 210       | Hết thời Sĩ Nhiếp                                    | Bắc thuộc lần 2 | [ 17 ]  |
| 432       | Lâm Ấp đánh Giao Châu                                | Bắc thuộc lần 2 | [ 18 ]  |
| 548       | Lý Nam Đế mất                                        | Nhà Tiền Lý     | [ 19 ]  |
| 866       | Cao Biền đắp thành Đại La                            | Bắc thuộc lần 3 | [ 20 ]  |
| 944       | Ngô Quyền mất                                        | Nhà Ngô         | [ 21 ]  |
| 950       | Ngô Xương Văn lật đổ Dương Tam Kha                   | Nhà Ngô         | [ 22 ]  |
| 965       | Ngô Xương Văn mất                                    | Nhà Ngô         | [ 23 ]  |
| 968       | Đinh Tiên Hoàng lên ngôi                             | Nhà Đinh        | [ 24 ]  |
| 970       | Đinh Tiên Hoàng lập 5 Hoàng hậu                      | Nhà Đinh        | [ 24 ]  |
| 981       | Lê Đại Hành lên ngôi                                 | Nhà Tiền Lê     | [ 25 ]  |
| 1005      | Lê Đại Hành mất                                      | Nhà Tiền Lê     | [ 26 ]  |
| 1005      | Lê Long Đĩnh cướp ngôi của Lê Long Việt              | Nhà Tiền Lê     | [ 27 ]  |
| 1009      | Lý Thái Tổ lên ngôi                                  | Nhà Lý          | [ 28 ]  |
| 1010      | Lý Thái Tổ dời đô từ Hoa Lư ra Thăng Long            | Nhà Lý          | [ 29 ]  |
| 1028      | Lý Thái Tông nối ngôi                                | Nhà Lý          | [ 30 ]  |
| 1028      | An táng Lý Thái Tổ                                   | Nhà Lý          | [ 31 ]  |
| 1034      | Lý Thái Tông bắt quần thần gọi mình là "triều đình"  | Nhà Lý          | [ 32 ]  |
| 1039      | Đổi tôn hiệu của Lý Thái Tông                        | Nhà Lý          | [ 33 ]  |
| 1043      | Loạn Nùng Trí Cao                                    | Nhà Lý          | [ 34 ]  |
| 1128      | Lý Nhân Tông mất                                     | Nhà Lý          | [ 35 ]  |
| 1128      | Lý Thần Tông không thưởng công Lý Công Bình          | Nhà Lý          | [ 36 ]  |
| 1129      | Lý Thần Tông tôn Sùng Hiền hầu làm Thái thượng hoàng | Nhà Lý          | [ 37 ]  |
| 1129      | Bổ nhiệm Lý Tử Khắc làm Khu mật sứ                   | Nhà Lý          | [ 38 ]  |
| 1130      | Lý Thần Tông bắt con gái các quan chọn làm phi tần   | Nhà Lý          | [ 39 ]  |
| 1150      | Đỗ Anh Vũ chuyên quyền trong triều                   | Nhà Lý          | [ 40 ]  |
| 1154      | Lý Anh Tông lấy con gái của vua Chiêm Thành          | Nhà Lý          | [ 41 ]  |

## Quan điểm lịch sử
Lê Văn Hưu, Đại Việt sử ký, dẫn theo Ngô Sĩ Liên, Đại Việt sử ký toàn thư, "Kỷ Trưng Nữ vương"
Được xem là bộ quốc sử đầy đủ đầu tiên của Việt Nam, Đại Việt sử ký được Lê Văn Hưu biên soạn theo hình thức của Tư trị thông giám (資治通鑑) của Tư Mã Quang. Trong thời gian biên soạn, Lê Văn Hưu đã có cơ hội chứng kiến một trong những sự kiện chủ yếu trong thời Trần là cuộc kháng chiến của Đại Việt chống quân Nguyên lần thứ nhất năm 1258 cũng như các mối đe dọa liên tục từ nhà Nguyên sau đó. Vua Trần Thái Tông và Trần Thánh Tông đã ra lệnh cho Lê Văn Hưu biên soạn quốc sử để nhà Trần có thể học hỏi kinh nghiệm từ quá khứ của Đại Việt trong việc cai trị và củng cố nền độc lập của đất nước trước các triều đại Trung Quốc.
Mục đích trên của các vua nhà Trần và Lê Văn Hưu đã giải thích lý do vì sao Đại Việt sử ký chọn thời điểm thành lập vương quốc Nam Việt của Triệu Đà vào năm 207 TCN làm thời điểm khởi đầu của lịch sử Việt Nam, một quan điểm bị các nhà sử học Việt Nam sau này như Ngô Thì Sĩ ở thế kỷ 18 và các nhà sử học hiện đại phê phán vì các vua Nam Việt đều là người Hán. Căn cứ vào nền độc lập của Nam Việt trong thời Hán, Lê Văn Hưu coi Triệu Đà là người đầu tiên và là một điển hình tốt trong số các vua Việt Nam biết quan tâm đến nền độc lập của đất nước. Một ví dụ khác cho thấy Lê Văn Hưu quan tâm đến sự bình đẳng giữa Việt Nam và Trung Quốc là lời bình luận của ông về sự kiện Đinh Tiên Hoàng lên ngôi Hoàng đế năm 968, trong đó Lê Văn Hưu coi Đinh Tiên Hoàng là "bực thánh triết tiếp nối chính thống của Triệu Vương", tức là coi Đinh Tiên Hoàng là người kế thừa Triệu Đà trong công cuộc giành lại độc lập cho Việt Nam trong khi thực sự người đó là Ngô Quyền với chiến thắng Bạch Đằng năm 938 đánh dấu chấm dứt nền thống trị của các triều đại phương bắc ở Việt Nam. Theo Lê Văn Hưu, người có đóng góp quan trọng trong việc khôi phục nền độc lập của Việt Nam từ tay Trung Quốc là Đinh Tiên Hoàng chứ không phải là Ngô Quyền, bởi vì Ngô Quyền chỉ xưng vương trong khi Đinh Tiên Hoàng xưng đế và coi mình ngang hàng với các hoàng đế nhà Tống.
Do Lê Văn Hưu rất coi trọng nền độc lập của Việt Nam nên ông thường có những nhận xét tiêu cực về các nhân vật lịch sử mà ông cho là phải chịu trách nhiệm nhiều hay ít về việc để mất nước vào tay phương bắc như trường hợp Thừa tướng Lữ Gia của nhà Triệu nước Nam Việt hay vua Lý Nam Đế. Trong khi quan điểm hiện đại ca ngợi Lý Nam Đế là một anh hùng dân tộc của Việt Nam trong cuộc khởi nghĩa chống sự đô hộ của nhà Lương thì Lê Văn Hưu lại chỉ trích tài năng của Lý Nam Đế vì ông bị Trần Bá Tiên đánh bại và Việt Nam lại mất độc lập một lần nữa. Tuy nhiên, Lê Văn Hưu đã dành những lời ca ngợi tốt đẹp nhất cho Hai Bà Trưng, những người lãnh đạo cuộc kháng chiến chống nhà Hán và cuối cùng thất bại dưới tay Mã Viện vào năm 42. Trong lời bình luận của Lê Văn Hưu, đàn ông Việt Nam thật đáng xấu hổ khi chỉ biết cúi đầu bó tay, làm tôi tớ cho người phương Bắc trong khi Trưng Trắc, Trưng Nhị chỉ là đàn bà mà đấu tranh anh dũng cho độc lập của đất nước. Đối với những người Hán sang cai trị Việt Nam, Lê Văn Hưu đã có những nhận xét tích cực dành cho những người có đóng góp cho sự ổn định của đất nước, như việc ông trân trọng gọi thái thú Sĩ Nhiếp là Sĩ Vương, người đã giữ vững nền tự chủ của Việt Nam thoát khỏi sự cai trị trực tiếp của nhà Ngô trong một thời gian dài.
Bên cạnh sự quan tâm đến nền độc lập của đất nước, Lê Văn Hưu cũng đặc biệt coi trọng khả năng trị vì đất nước của các vua Việt Nam từ Ngô Quyền đến Lý Anh Tông với các lời bình luận mang quan điểm Nho giáo. Lê Văn Hưu phê phán Lý Thái Tổ xây dựng quá nhiều chùa chiền thay vì phải tiết kiệm các nguồn lực cho đất nước và nhân dân. Việc Lý Thần Tông tôn Sùng Hiền hầu làm Thái thượng hoàng vào năm 1129 bị Lê Văn Hưu phê phán là "hóa ra hai gốc" và cho rằng Thần Tông nên tôn Lý Nhân Tông làm Thái thượng hoàng thay vì tôn cha đẻ của mình. Tuy nhiên, quan điểm của Lê Văn Hưu ít tính chất Nho giáo hơn nhiều so với Ngô Sĩ Liên trong Đại Việt sử ký toàn thư, trong đó Ngô Sĩ Liên gần như hoàn toàn dựa trên quan điểm Nho giáo, sở dĩ như vậy vì mối quan tâm chủ yếu của Lê Văn Hưu luôn là nền độc lập và sự bình đẳng của Việt Nam trước nước láng giềng Trung Hoa ở phương bắc. Do đó bộ Đại Việt sử ký của Lê Văn Hưu được xem là tác phẩm cần thiết khẳng định nền tự chủ của Việt Nam.